# Артур Бата
Артур Бата (пол. Artur Bata) (нар. 17 вересня 1940, Лісківка, Ряшівський повіт, Підкарпатське воєводство — пом. 13 лютого 2025, Динів, Ряшівський повіт, Підкарпатське воєводство) — польський історик, етнограф, археолог і журналіст. Один з провідних дослідників українських замішанців. 

## Життєпис
У 1958 році склав іспит на атестат зрілості в загальноосвітньому ліцеї в Канчузі. У 1964 році закінчив Інститут археології Університету Марії Кюрі-Склодовської в Любліні. Власне магістерське дослідження написав на тему Датування малопольсько-дунайської кераміки 2-ї половини І тис. у світлі останніх археологічних досліджень. Науковим керівником його магістерської роботи був проф. Олександр Гардавський. Входив до польської національної збірної з бігу на довгі дистанції.
У 1965—1966 рр. брав участь у реставраційних роботах на території польського королівського замку Вавель у Кракові. Згодом керував археологічними роботами в замках у Недзіці та Чорштині. У 1966—1969 роках він був керівником Крайового музею у Вісліці, а з 1969 по 1972 рік був окружним консерватором пам'яток у Сяноку. Брав участь в археологічних місіях в Македонії, де проводив дослідження раннього середньовіччя.
Був президентом польського видавництва «Апла».
Був членом редакційної комісії та часто видавав свої публікації в науковому часописі «Матеріали Музею народної архітектури в Сяноці». У 1972—1980 рр. він був редактором Регіонального тижневика «Підкарпаття», який виходив у Кросно, з 1980 по 1983 рр. — журналістом краківської філії Telewizja Polska, а в 1995—1998 рр. — директором Окружного музею в Кросно. Віцепрезидент Товариства розвитку Музею лемківської культури в Зиндранові.
Автор понад 20 історичних і етнографічних книжок про Замішанщину, Лемківщину та польське Підгір'я.
У праці «Zamieszańcy: losy Rusinów na Pogórzu» науково довів, що замішанці були найменшою етнічною групою українців у Польщі. Значна частина книжок містить польську шовіністичну пропаганду про УПА на Закерзонні.
У серії з дев'яти статей під назвою: На основі слідів Жубрида, опублікованих у кросненському тижневику «Podkarpacie» на початку 1987 р., разом із Бенедиктом Гаєвським провів критичний аналіз особи капітана польської армії Антонія Жубрида та очолюваного ним окремого оперативного батальйону НСЗ «Зуч».
У польські комуністичні часи виконував функції журналіста-розслідувача. Зокрема, у публікації під назвою Бещади в пожежі 1987 р. Артур Бата звинуватив майора Ієроніма Декутовського на псевдо «Дамба» та капітана Антонія Зубриду на псевдо «Хоробрий хлопець» у співпраці з загонами УПА.
Доводився правнуком Томаша Бати, який був власником і фундатором польської взуттєвої компанії Bata[джерело?].
Помер 13 лютого 2025 року. Похований у Динові.

## Праці
- Artur Bata, Bieszczady — Szlakiem walk z bandami UPA. KAW 1984
- Artur Bata, Bieszczady w ogniu, Rzeszów 1987
- Benedykt Gajewski, Artur Bata, Na tropach Żubryda Podkarpacie. — 1987, nr 2,
- Artur Bata, Jabłonki. Miejsce śmierci generała Karola Świerczewskiego. Rzeszów 1987. Krajowa Agencja Wydawnicza. wyd.1. ss.72.
- Artur Bata, Anna Lawera, W Sędziszowie Małopolskim, gminie i okolicy. Sędziszów Małopolski 1997. ss.116
- Artur Bata, Szlakiem Bieszczadzkiej Kolejki, Krajowa Agencja Wydawnicza Rzeszów 1983 r.
- Artur Bata, Jasło i okolice, Krosno: ROKSANA, 1996. ss. 110 ISBN 83-903843-6-1
- Artur Bata, Bieszczady — Szlakiem walk z bandami UPA. KAW 1984
- Artur Bata, Brzozów i okolice KAW 1984
- Artur Bata, Żarnowiec i okolice KAW 1984
- Artur Bata, Sanok i okolice. Krajowa Agencja Wydawnicza, Rzeszów 1989, Roksana, Krosno 1998
- Hanna Lawera i Artur Bata, Mielec i okolice, PUW «Roksana» w Krośnie 1998 r.
- Hanna Lawera, Artur Bata, Miasto i gmina Zwierzyniec, Krosno 2001.
- Hanna Lawera, Artur Bata, Powiat Janów Lubelski, Krosno 1999.
- Hanna Lawera, Artur Bata, Miasto i gmina Szczebrzeszyn, Krosno 2001.
- Hanna Lawera, Artur Bata, Zaklików — gmina na szlaku historii, Krosno 1999.
- Hanna Lawera, Artur Bata, Harasiuki — gmina nad Tanwią, Krosno 1999.
- Hanna Lawera, Artur Bata, Tomasz Brytan, Powiat Biłgorajski, Krosno 2000.
- Hanna Lawera, Artur Bata, Jerzy Harasimczyk, Gmina Stryszawa, Krosno 2002.
- Artur Bata, Historia wsi i parafii Łączki Jagiellońskie, Prac. Wydaw. Fotograf. APLA, Wojkówka 2012